# Giovanni di Balduccio

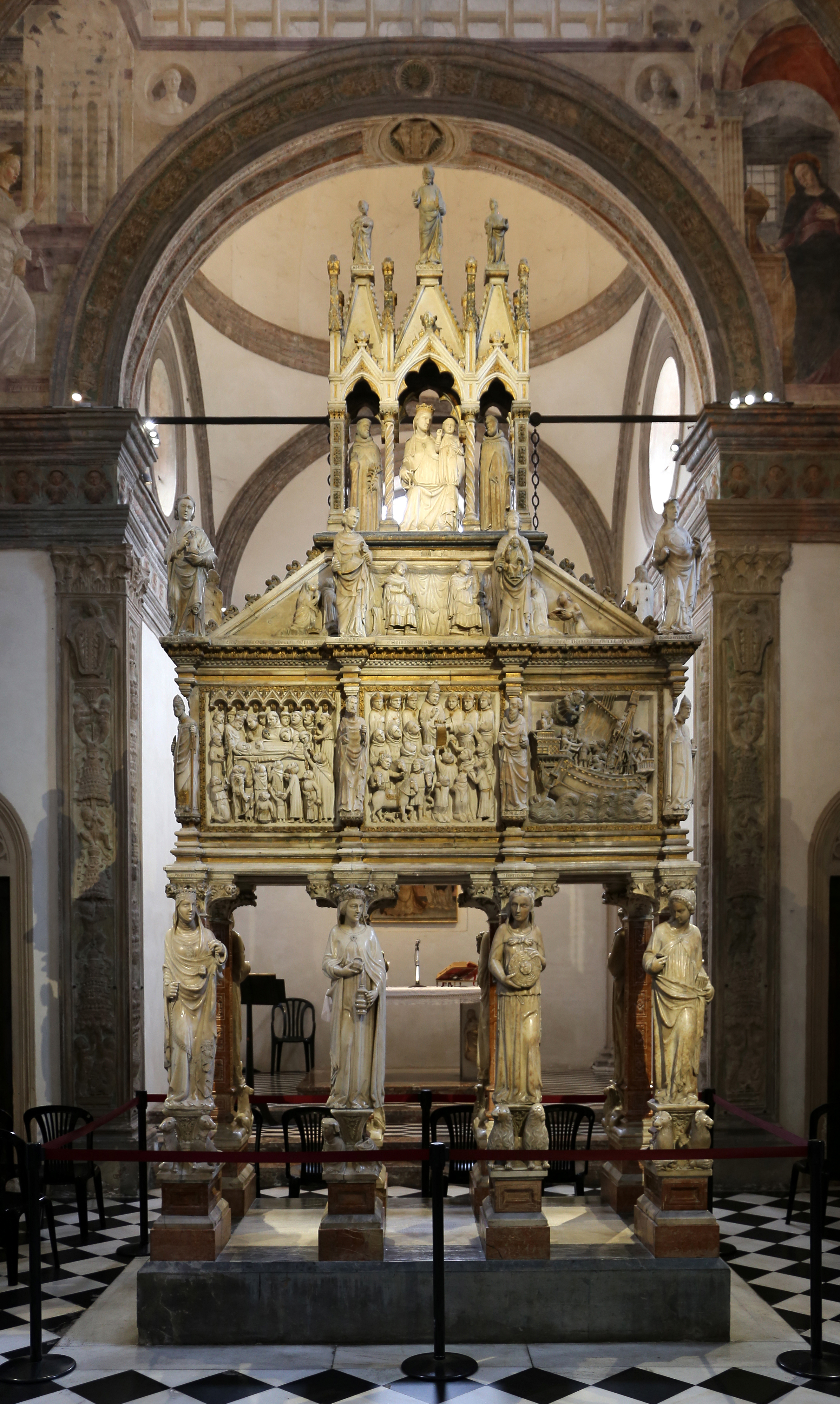
Arca de San Pedro mártir en la basílica de San Eustorgio de Milán.

Giovanni di Balduccio (Pisa, c. 1290 -? Después de 1365) fue un escultor italiano. Estuvo activ o entre los años 1317 y 1349, fue uno de los discípulos revelantes de Andrea Pisano.
Fue uno de los artistas que crearon la famosa Arca de San Pedro Mártir en la capilla Portinari de la Basílica de Sant'Eustorgio en Milán, un trabajo realizado en 1339. También trabajó en el portal de la iglesia de la familia Brera en la misma ciudad, a continuación, colaboró en un monumento en Sarzana y otras obras en San Casciano in Val di Pesa.
Recientemente, también el arca de San Agustín, conservada en la basílica de San Pietro en Ciel d'Oro en Pavía y realizada entre 1362 y 1365 (pero no del todo terminada), ha sido atribuida, como ya han sugerido importantes estudiosos, como William Reinhold Valentiner y Francesco Caglioti, al maestro pisano. Con toda probabilidad, Juan no murió en 1349, pero permaneció operativo en Lombardía al menos hasta 1365, año en que se interrumpieron las obras del arca de San Agustín, que luego fue realizada por Giovanni di Balduccio, ya anciano, junto con algunos de sus alumnos.

## Obras
- Arca de San Pedro mártir (1335-1339, basílica de San Eustorgio de Milán) encargado por Azzone Visconti
- La Anunciación (1334, San Casciano Val di Pesa, la iglesia de Santa María del Prato): púlpito con la Anunciación, una obra temprana realizada por el autor en la Toscana.
- Tumba Guarnerio Antelminelli (1324, iglesia de San Francesco Sarzana)
- Tumba de Azzone Visconti, la iglesia de San Gottardo en Corte, Milán
- Altar (iglesia de San Domenico en Bolonia)
- arca de San Agustín (1362-1365), basílica de San Pietro en Ciel d'Oro en Pavía